# Dracosciadium
Dracosciadium es un género de plantas  pertenecientes a la familia Apiaceae. Comprende 2 especies descritas y  aceptadas.

## Taxonomía
El género fue descrito por Hilliard & B.L.Burtt y publicado en Notes from the Royal Botanic Garden, Edinburgh 43(2): 220. 1986. La especie tipo es: Dracosciadium saniculifolium Hilliard & B.L.Burtt

## Especies
A continuación se brinda un listado de las especies del género Dracosciadium aceptadas hasta septiembre de 2012, ordenadas alfabéticamente. Para cada una se indica el nombre binomial seguido del autor, abreviado según las convenciones y usos.
- Dracosciadium italae Hilliard & B.L.Burtt
- Dracosciadium saniculifolium Hilliard & B.L.Burtt